# 伊尼亚齐奥·阿巴特
伊尼亚齐奥·阿巴特（Ignazio Abate，1986年11月12日—），前意大利职业足球运动员，可以胜任右边路所有位置，曾担任米兰Primavera预备队主教练。

## 球員生涯

### 俱樂部生涯
他的職業生涯開始於AC米兰青年隊。效力過拖連奴、森多利亞、皮亚琴察、摩德纳和恩波利。
2007年7月2日他和盧卡·安東尼尼一起和安玻里簽訂了半注册合同，成为球隊帳下一員。至2008年再投效拖連奴。
2009年6月 他再次簽約AC米蘭，並穿上20號球衣。重回AC米蘭後，他並沒有立即打上主力位置，但作為AC米蘭打上旗號收回的年青球員，他由季初開始便獲得一定量的後備上陣機會，主要是在右邊後衛登場，表現雖不算非常突出，但勝於風格沉實穩健，其起初被指防守不穩的缺點亦漸見進步。到了賽季中段，球隊賽程變得頻密，更加上隊中森保達和奧度等邊後衛的主力相繼受傷，阿巴特得到首發上場的機會，繼續保持其穩定表演，也偶有出色演出，與隊友盧卡·安東尼尼一同得到至2013年6月結束的新合約，證明他的地位和發展更受球隊重視了。
2010至2011年球季，AC米蘭由新教練艾歷尼上任執教，艾歷尼表示阿比迪更適合於出任翼鋒位置，改以柏柏斯達夫普路斯及邦利拿出任右閘，令阿比迪在季前熱身賽及季初比賽出場機會減少。但球季開始后阿比迪在聖誕節前獲得大量的出場機會，包括了歐洲冠軍聯賽小組賽的幾場重要比賽，并表現出色，逐漸成為AC米蘭邊路不可或缺的球員，亦開始受到意大利國家隊教練組的關注，被譽為意大利未來的邊路之星。
到了2011至2012年球季，季賽初期，AC米蘭受到不少傷病的困擾，唯獨阿比迪並沒有遭遇傷病，更可以說是教練艾歷尼手下雷打不動的主力球員。在右邊後衛的位置的出色發揮，是當時球隊戰績不太理想的一大亮點。在右路位置出色的防守甚至不斷上前侵擾對手防線的助攻，他的速度更是令對手難以招架。直至10月，AC米蘭與祖雲達斯比賽前，阿比迪遭受足踝傷病而不得不傷停一星期，錯過了與祖雲達斯的大戰，亦導致AC米蘭以0:2被對手擊敗。
2014至2015球季，阿比迪再次展演出不錯狀態，以及對球隊的重要性，儘管球隊於該季成績並不理想，阿比迪亦受間斷傷病影響，但聯賽中全季仍交出五個助攻，於隊內已是名列前茅，亦反映AC米蘭隊伍的頹勢。然而，作為球隊的青訓產品及具影響力的球員，更值當打之年，阿比迪於球季結束後獲AC米蘭續約至2019年，實屬出色及努力的回報。

### 國際賽場
他在U-21國家隊中首次出場是在2006年12月12日對陣盧森堡U-21國家隊時在第62分鐘替補馬里諾·德芬迪出場。及後亦於2008年隨U-23國家隊到中國北京參與2008年北京奧運。
2011年11月11日，在和波蘭的熱身賽，阿巴特首次代表國家隊上陣並且打滿全場。

## 教练生涯
2020年11月，阿巴特在参加了在佛罗伦萨举行的体育总监课程培训。
2020年12月，阿巴特参加了欧足联A级教练证书的课程。
2021年7月，阿巴特选择在合同到期后退役，并开始执教AC米兰U16青年队。
2021年7月5日，阿巴特开始担任米兰Primavera预备队主教练。

### 比賽風格
阿巴特能夠勝任右路所有位置，風格簡單直接，是由於他有驚人的速度和出色的體能。在重回AC米蘭，較多的在右邊後衛上場，喜歡經常的後上助攻，利用自己過人的速度拉開空擋然後傳球。在戰術需要時，例如比賽的後半段為給予隊中右翼位置的隊友柏圖和碧咸休息的機會，阿巴特也會擔任右前衛或右邊鋒。

## 个人生活
阿巴特和妻子瓦伦蒂娜于2015年6月18日成婚，并育有三个儿子。大儿子名为马泰奥，出生于2011年11月19日；二儿子名为安德烈亚，出生于2013年5月14日；三儿子名为本亚明。